# Редкодубье (ботанический памятник)
Редкодубье — ботанический памятник природы местного значения.
Находится в Бахмутском районе Донецкой области в Часов-Ярском лесничестве. Статус памятника природы присвоен решением облисполкома от 21 июня 1972 года № 310. Площадь — 4,3 га. В Редкодубье растут дубы естественного происхождения, возрастом более 200 лет.
Редкодубье посещали участники шестого международного симпозиума стран СЭВ по вопросу облесения земель.